# Send It On
Send It On är en låt med de kända disneystjärnorna Jonas Brothers, Miley Cyrus, Demi Lovato och Selena Gomez. Låten tillhör ett projekt på Disney som kallas Friends For Change, och såldes endast som digital download för att stötta miljön.
"Send It On" skrevs av Adam Anders, Nikki Hassman och Peter Åström, och producerades av Anders och Åström. Sången släpptes den 11 augusti 2009 av Walt Disney Records och Hollywood Records som en marknadsföringssingel för välgörenhet och stötta de internationella miljöorganisationerna.

## Musikvideo
Den 6 juni 2009 bekräftade Lovato via hens Twitter att hen var och filmade musikvideon. Låtens musikvideo visades för första gången på Disney Channel den 14 augusti 2009.
Musikvideon börjar med Miley Cyrus och Nick Jonas som sitter vid kanten av en mörk scen och sjunger första versen tillsammans, där även Nick spelar akustisk gitarr. Videon övergår sedan till när de två går upp till den upplysta scenen och sjunger refrängen tillsammans med Demi Lovato och Joe Jonas, som sedan börjar sjunga den andra versen. Hela gruppen visas senare på scenen när de sjunger refrängen. Kevin och Joe Jonas flyttar sedan ridån som täcker bakgrunden av scenen som visar en målad himmel. Samtidigt börjar Selena Gomez och Kevin Jonas sjunga den tredje versen. Mot slutet av musikvideon så följs hela gruppen när de springer ut genom en stor sceningång och genom en parkliknande miljö medan de avslutar sången. En folkmassa med minderåriga springer bakom gruppen. Videon avslutas med att gruppen hoppar på och sätter sig ned i en soffa mitt i parken med folkmassan som stannar av bakom dem i bakgrunden.

## Tracklista
- U.S. Digital Download

1. "Send It On" - 3:26

- U.S. Digital EP

1. "Send It On" - 3:26
2. "Send It On" (Musikvideo) - 3:25
3. "Join Disney's Friends for Change" (Video) - 0:45
4. "Register and Pledge" (Video) - 1:31

## Topplistor
| Topplista         | Topplacering |
| ----------------- | ------------ |
| Billboard Hot 100 | 20           |
| Hot Digital Songs | 9            |

## Utgivningshistorik
| Region | Datum           | Format           |
| ------ | --------------- | ---------------- |
| USA    | 7 augusti 2009  | Radio Disney     |
| USA    | 11 augusti 2009 | Digital download |